# André Citroën
Pour les articles homonymes, voir Citroën (homonymie).

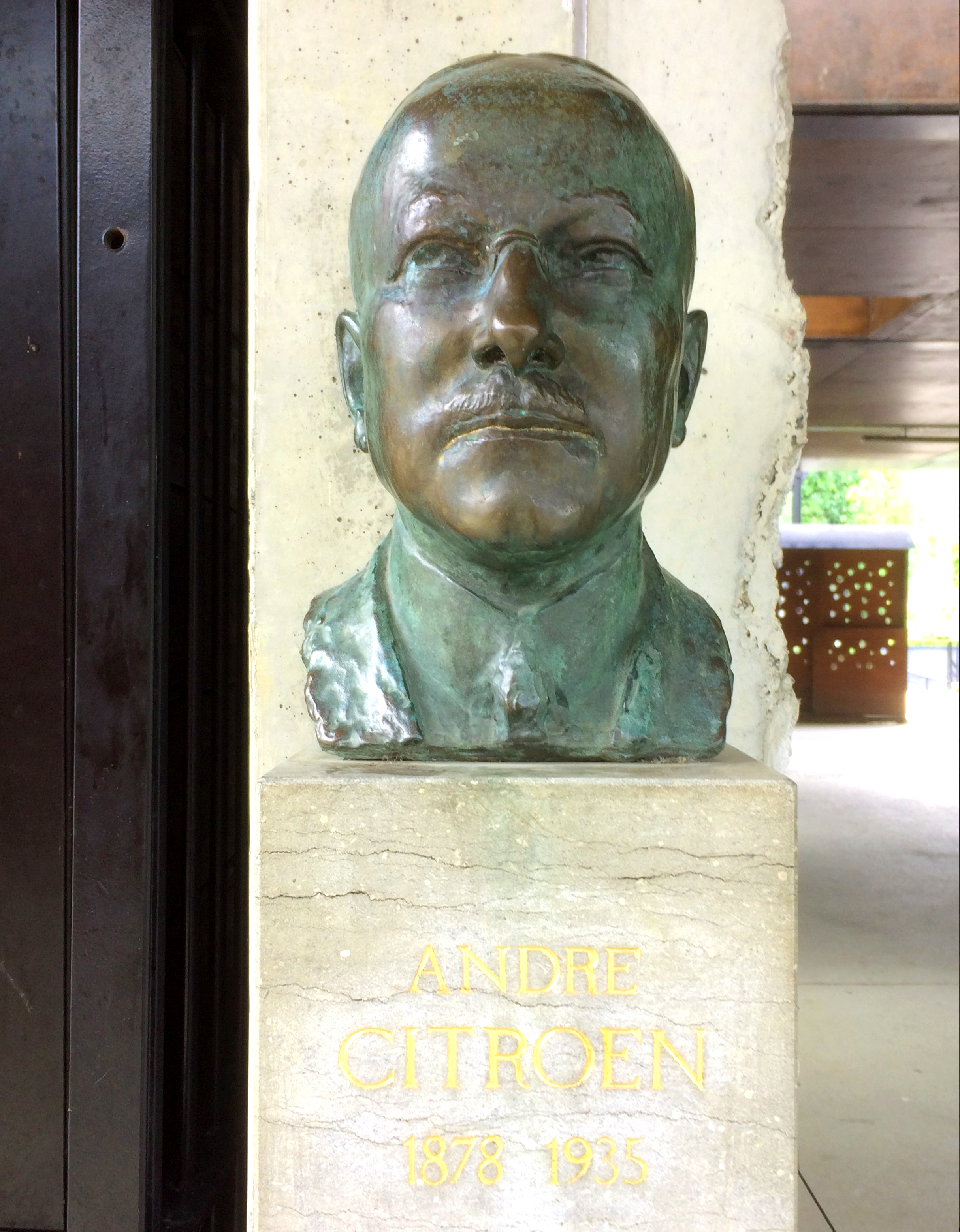
Buste d'André Citroën, situé à l'entrée du parc parisien qui porte son nom.

André Citroën, né le 5 février 1878 à Paris 9e au 44, rue Laffitte, et mort le 3 juillet 1935 à Paris 16e, est un ingénieur polytechnicien français, pionnier de l'industrie automobile, fondateur de l'empire industriel automobile Citroën en 1919.
C'est l'une des figures les plus importantes de l’industrie automobile. Son œuvre dépasse les frontières françaises, tant les méthodes de production et de marketing à grande échelle qu'il introduisit ont révolutionné le domaine. L’Amérique du Nord où s’invente la production moderne de l’automobile est devenue la référence d’André Citroën. Il désire être le « Henry Ford européen », appliquant les méthodes du fordisme ajoutées à l’exigence et l’innovation technique, et construire une voiture populaire pour mettre l’automobile à la portée du plus grand nombre.
André Citroën ne s'est pas fait connaître comme ingénieur automobile, mais en tant qu'industriel. Sa gestion de l'entreprise et son charisme plus que son « génie de l'invention » lui ont permis de s'entourer de grands noms et de talents de l'époque. Il a su les motiver grâce à un entregent hors pair. Il a également su apporter à son entreprise les techniques développées en Europe, notamment en Allemagne, et aux États-Unis. André Citroën n'a pas inventé la Traction Avant, ni été le premier à avoir commercialisé une voiture dotée de cette technique ; mais les Citroën 7, 11 et 15 Ch « traction avant » restent les premières automobiles à avoir popularisé cette technique, au point d'être devenues dans le langage courant les « Tractions ». Il est également réputé pour son savoir-faire médiatique, à l'image de la formidable campagne orchestrée lors du lancement de la Traction Avant. Le slogan « En avant ! » devient le symbole de la firme.
Malgré ces nombreuses qualités, le goût pour la démesure d'André Citroën et l'expansion trop rapide de sa firme mènent la société Citroën à la liquidation judiciaire, puis à sa reprise par Michelin.

## Origine et jeunesse
André Citroën est le cinquième et dernier enfant de Levie Bernard Citroen, un diamantaire juif néerlandais de 35 ans, émigré à Paris en 1873, et d'Amalia Kleinmann,, juive polonaise de 25 ans originaire de Varsovie.
Le nom Citroën provient du métier exercé par l'arrière-grand-père d'André, prénommé Roelof. Celui-ci était marchand d'agrumes aux Pays-Bas. En 1810, lorsque Napoléon annexa le Royaume des Pays-Bas, les juifs néerlandais (qui contrairement aux chrétiens - inscrits dans les registres paroissiaux par le baptême - n'avaient pas de nom de famille) furent soumis au code Napoléon et durent se choisir un nom pour leur identification. Roelof choisit alors de se faire appeler Limoenman (« homme-citron »), surnom que ses clients lui donnaient. Son fils, Barend, ne prit pas la suite des affaires de Roelof et se tourna vers le négoce de joyaux, qui connaissait alors un essor important. À la suite de ce nouveau statut social, Barend changea progressivement son nom, dans un premier temps en Limoenman-Citron puis en Citroen (qui signifie « citron » en néerlandais).

Vue aérienne de l'exposition universelle de 1889 à l'occasion de laquelle la tour Eiffel a été construite.

Les époux Citroen vivent dans un appartement du 9e arrondissement de Paris, au 44, rue Laffitte, puis après la naissance de leurs enfants et l'accès à un certain niveau de vie, dans la rue de Châteaudun. En 1884, son père se suicide en se jetant par la fenêtre, alors qu'André n'a que six ans, après s'être lancé dans une spéculation à hauts risques dans une mine de diamants en Afrique du Sud. Les actions se révélèrent sans aucune valeur. La famille n'est pas ruinée, mais la banqueroute pèse sur les épaules de Lévie. Une première tentative de suicide avait échoué. Surveillé depuis par les siens, il réussit néanmoins à déjouer cette surveillance le 16 septembre 1884 à 3 h du matin ; dans sa chute il se brise les cuisses et la colonne vertébrale, et meurt le matin malgré les soins du médecin de quartier accouru à son chevet. André et ses aînés sont alors élevés par leur mère qui reprend le négoce de diamants et de perles fines. Après cette tragédie, la famille Citroën s'installe au 62, rue La Fayette, où les enfants reçoivent une éducation totalement française, de sorte qu'ils se sentent citoyens français à part entière.
André entre au lycée Condorcet, sous le nom Citroën. C'est la première fois qu'un tréma apparaît sur le e, André remplissant ses papiers avec cette nouvelle graphie car il n'aime pas entendre prononcer le son /ɑ̃/ de la fin de son nom. Il se révèle déjà brillant élève, particulièrement pour les sciences et les techniques. Âgé de neuf ans, il découvre l’œuvre visionnaire avant-gardiste de Jules Verne qui l'inspirera toute sa vie. La construction de la tour Eiffel pour l'exposition universelle de 1889 l'incite à devenir ingénieur et industriel et à participer aux futurs grands défis industriels du vingtième siècle. En octobre 1898, il intègre l'École polytechnique au 62e rang sur les 201 admis,. Son rang de sortie (162e sur 192 élèves) ne lui permet pas d'envisager une carrière au service de l'État ou d'un grand corps, ce qui néanmoins lui convient.

## Débuts d'une vocation

### Engrenages à chevrons en V

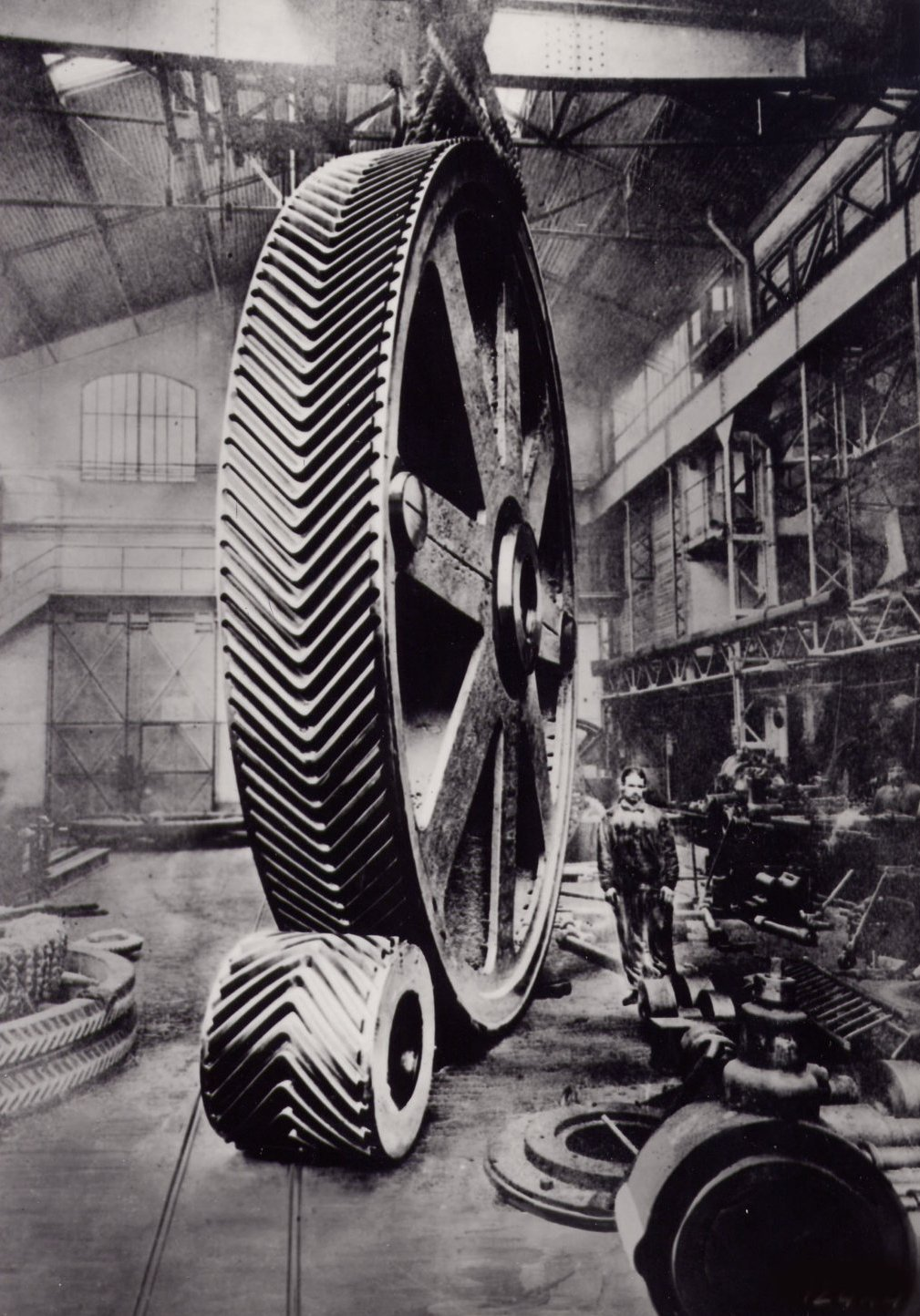
Engrenages à chevrons en V, devenus emblème et logo de Citroën.

En 1900, pour les vacances de Pâques, André Citroën rend visite à de la famille en Pologne et rencontre son beau-frère, dont l'un de ses clients dirige une usine  — petite firme mécanique de Lodz — qui a mis au point un procédé d'engrenages aux dents taillées en V. Depuis lors, à partir de modèles en bois, ces engrenages sont fabriqués en acier coulé dans des empreintes de moules en sable, les pièces sont ensuite usinés et utilisés à moindre coût dans des engrenages pour des minoteries et dans des usines de filature. André Citroën voit dans sa pensée fertile l'usinage d'une roue - avec une Fraise (outil) qui taille l'acier avec précision - le moyen de lancer sa carrière indépendante d'industriel et propose d'acheter la licence du procédé de fabrication à ce moment-là, détenue par son inventeur avec un brevet russe, la Pologne étant sous domination russe à cette époque.
Cette conception technique innovante permet de transmettre des puissances importantes tout en ayant un fort rapport de réduction de l'arbre de sortie.
Les engrenages à denture hélicoïdale contribuent à un contact prolongé des dents pendant l'engrenage de deux roues et, qualité importante à l'époque, assurent un plus grand silence durant le fonctionnement par rapport aux engrenages à taille droite, grâce à un frottement plus faible. L'inconvénient est que cela induit des efforts axiaux importants dans les paliers. La double denture en chevrons offre entre eux un contact dans les deux sens, ce qui compense l'effort axial. Cependant, pour obtenir un tel fonctionnement, il est nécessaire que les dents soient parfaitement usinées. Donc la petite firme polonaise ne peut se permettre une telle précision de fabrication, ni même d'ailleurs les grandes entreprises en Europe. André Citroën se tourne alors vers l'Amérique du Nord, où les constructeurs de machines-outils ont une avance certaine. De retour en France, aidé financièrement par le banquier Bronislaus Goldfeder, il transpose l'idée qu'il a vu avec des chevrons en acier et met au point, par ailleurs, une fraiseuse équipée d'un outil de coupe profilé capable de traverser le billot d'acier de part en part à un régime de 2 000 tr/min, atteignant ainsi la précision d'usinage requise.
C'est le début de l'une des plus grandes aventures industrielles des temps modernes. Avant de pouvoir réellement s'occuper de sa trouvaille et commencer la production du nouveau système, Citroën doit terminer sa dernière année d'étude à l’École polytechnique ainsi que ses années de service militaire, obligatoire à cette époque. Il passe ainsi deux ans dans le 31e régiment d'artillerie du Mans, avec le grade de sous-lieutenant.

### Automobiles Mors

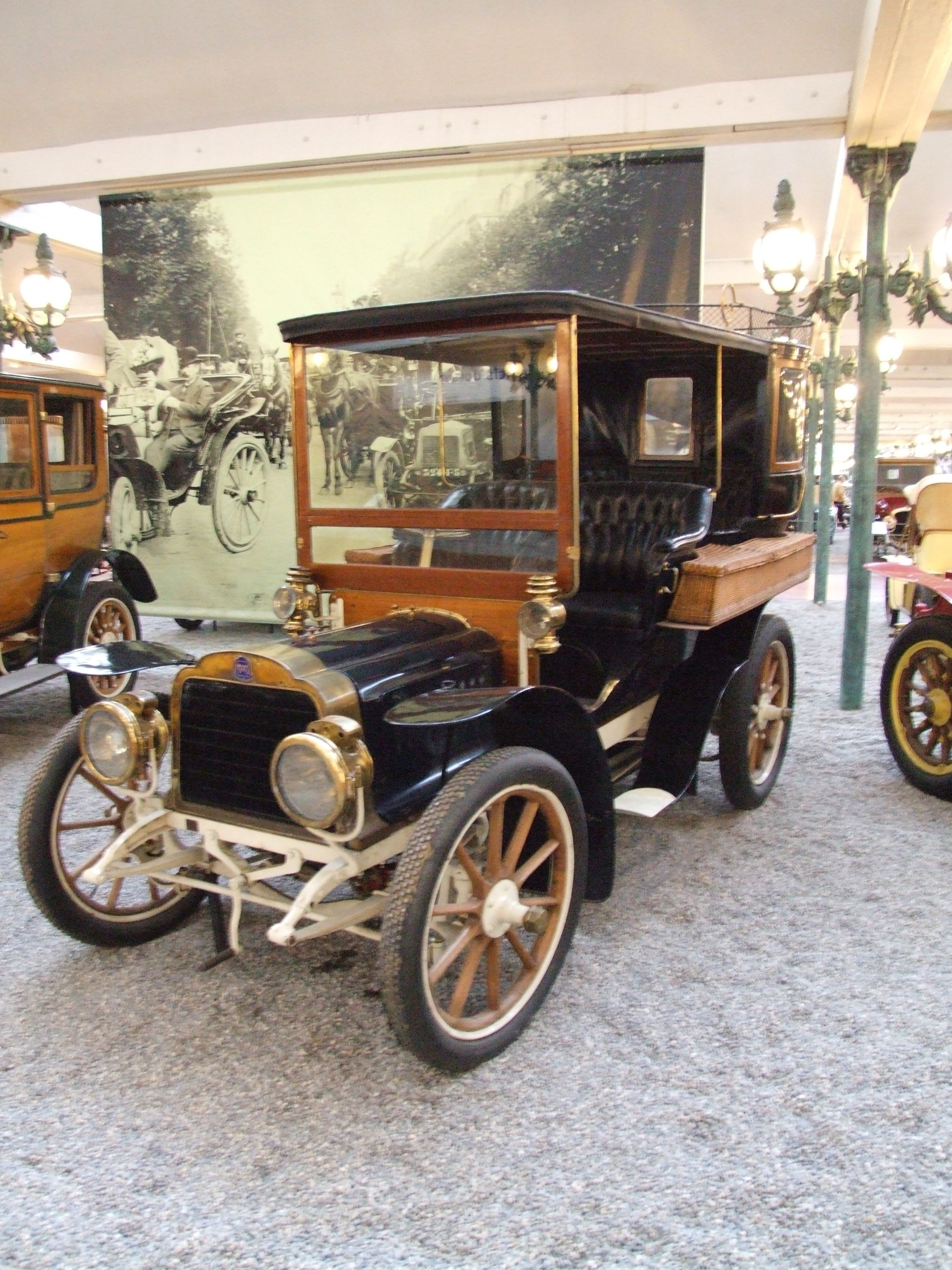
Une Mors Type N de 1910.

Appelé au chevet de la société automobile Mors en difficulté, pourtant célèbre pour avoir battu au début du siècle des records de vitesse, il participe à son redressement entre 1906 et 1914, lui permettant de décupler son chiffre d'affaires. Il est ainsi nommé directeur général administrateur de l'entreprise par les frères Émile et Louis Mors. Il réorganise l'étude des besoins clientèle, la gestion, modernise, crée de nouveaux modèles et double la production de la marque en dix ans. L'entreprise produit 300 automobiles en 1908, pour atteindre 800 unités en 1913.
André Citroën est un découvreur de talents et un organisateur de génie. Il n'est ni inventeur, ni technicien. Il se passionne pour la « fabrication et la distribution à grande échelle ». En 1912, dans le cadre de son travail pour les usines Mors, André Citroën effectue son premier voyage aux États-Unis, voyage qui marquera profondément sa vie et sa carrière. Il visite l'usine Ford d'Henry Ford à Dearborn près de Détroit, dans laquelle est appliqué le taylorisme, devenu fordisme. Il s'agit de la démocratisation de biens de production industrielle fabriqués en grande série à moindre coût de revient. Sa visite lui permet de s'imprégner des méthodes appliquées dans les usines américaines.
La direction des usines Mors permet à Citroën d'acquérir une certaine expérience, notamment dans les domaines humains. En effet, les conditions de travail des ouvriers à cette époque sont rudes, ce qui les amène en 1912 à se mettre en grève, pour l'adoption de la « semaine anglaise » des cinq jours. Citroën sait se montrer ouvert afin d'éviter toute confrontation inutile, et améliore ainsi les conditions de vie des travailleurs, et partant, leur efficacité. C'est dans cette entreprise qu'André Citroën va tisser de nombreux réseaux d'experts et de conseillers.

### Citroën, Hinstin et Cie
En 1901, âgé de vingt-trois ans, il s'associe avec André Boas et Jacques Hinstin, qu'il connaît depuis le lycée Condorcet, avec qui il investit une grande partie de l'héritage de ses parents pour fonder la société « Citroën, Hinstin et Cie », entreprise de fabrication d'engrenages, en particulier ceux à chevrons en V, avec une dizaine d'ouvriers dans le faubourg Saint-Denis du 10e arrondissement de Paris. Il emménage rapidement au 31, quai de Grenelle dans le 15e arrondissement de Paris à côté de l'usine des frères Mors, près du quai de Javel et change le nom de sa nouvelle usine : « Société anonyme des engrenages Citroën ». Le logo de cette marque n'est autre qu'un double V renversé. André Citroën fonde sa réputation et sa fortune dans la production de ces engrenages. En effet, l'adoption de moteurs électriques pour l'alimentation des machines dans les industries nécessite des engrenages robustes, capables de réduire les hauts régimes fournis par ces moteurs, ce qui correspond parfaitement aux engrenages de sa trouvaille. André Citroën dépose ainsi de nombreux brevets pour les applications de ses engrenages dans divers domaines comme les transmissions industrielles ou pour les trains arrière des automobiles.
Il est dans un premier temps à la fois ingénieur en chef, directeur de production, directeur commercial, étant donné que ses deux associés ont déjà d'autres engagements. Il devient également Président de la Chambre Syndicale de l'Automobile et des Industries. En l'espace de quatre ans, la petite entreprise voit ses ventes multipliées par dix et André Citroën sera sollicité par Škoda, qui veut exploiter son brevet en Europe centrale.

## Vie d'un grand industriel

### Jeux d'argent

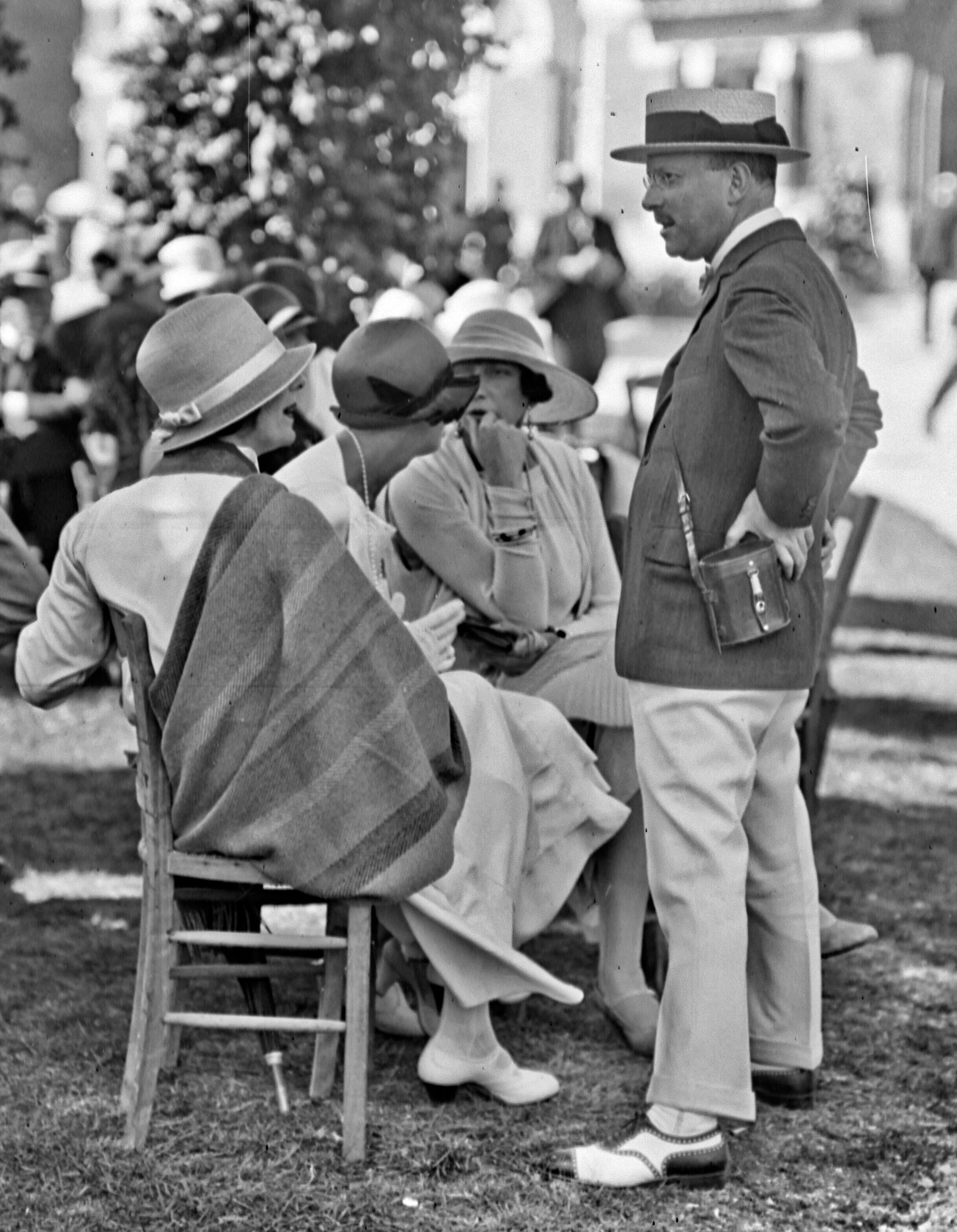
André Citroën à l'hippodrome de Deauville, en galante compagnie en août 1924.

La vie d'André Citroën devient vite aisée. Il vit avec son frère Bernard, au 21, rue d'Aumale dans le 9e arrondissement de Paris.
Bernard est un musicien amateur, entouré d'un groupe d'amis « mélomanes, dilettantes et fortunés ». André est donc souvent entouré de la gent féminine et participe à de nombreuses réceptions mondaines. C'est à cette époque, on l'imagine, qu'André Citroën développe son goût pour les jeux d'argent. Paris est une ville où les gens fortunés peuvent s'adonner à tous les plaisirs. André développe ainsi un goût particulier pour la vie nocturne et mondaine. L'acquisition d'un certain statut social ainsi que d'une certaine fortune ne calme pas son goût immodéré pour les jeux d'argent. Il devient rapidement un habitué des tables de casino et des champs de courses tel que Longchamp. Perdant ou gagnant des sommes importantes dans les casinos, notamment celui de Deauville, Citroën est réputé pour sa générosité naturelle. Il offre une voiture sans hésitation, aussi bien pour le petit personnel comme les croupiers que pour des personnes plus aisées.

### Vie privée

André Citroën et sa femme.

Bien que plutôt aisée, sa vie demeure sans excès (excepté pour le jeu). Il n'est pas intéressé par l'accumulation de biens, ne possède pas, contrairement à nombre d'industriels, de collections de tableaux, de yachts ou de grandes demeures. Ses possessions terriennes se limitent à ses usines, et sa résidence est louée. Outre les jeux, André Citroën a une réelle passion pour la musique. Il aime se rendre à l'opéra ou encore organiser des concerts particuliers pour sa famille.
En 1904, il est initié dans la franc-maçonnerie à la loge « La Philosophie positive » du Grand Orient de France. Il devient maître en 1907 et, en 1908, il tient un poste d'officier. Peu assidu, il quitte la loge en 1919.
C'est au cours d'une soirée dans un casino du Touquet, à l'automne 1913, qu'André Citroën rencontre Georgina Bingen (1892-1955), une femme d'origine juive italienne qui passe quelques jours de vacances avec ses parents. Le 27 mai 1914, deux mois avant la déclaration de la Première Guerre mondiale, il l'épouse dans la tradition israélite et le couple aura par la suite quatre enfants.

## La contribution à l'effort de guerre

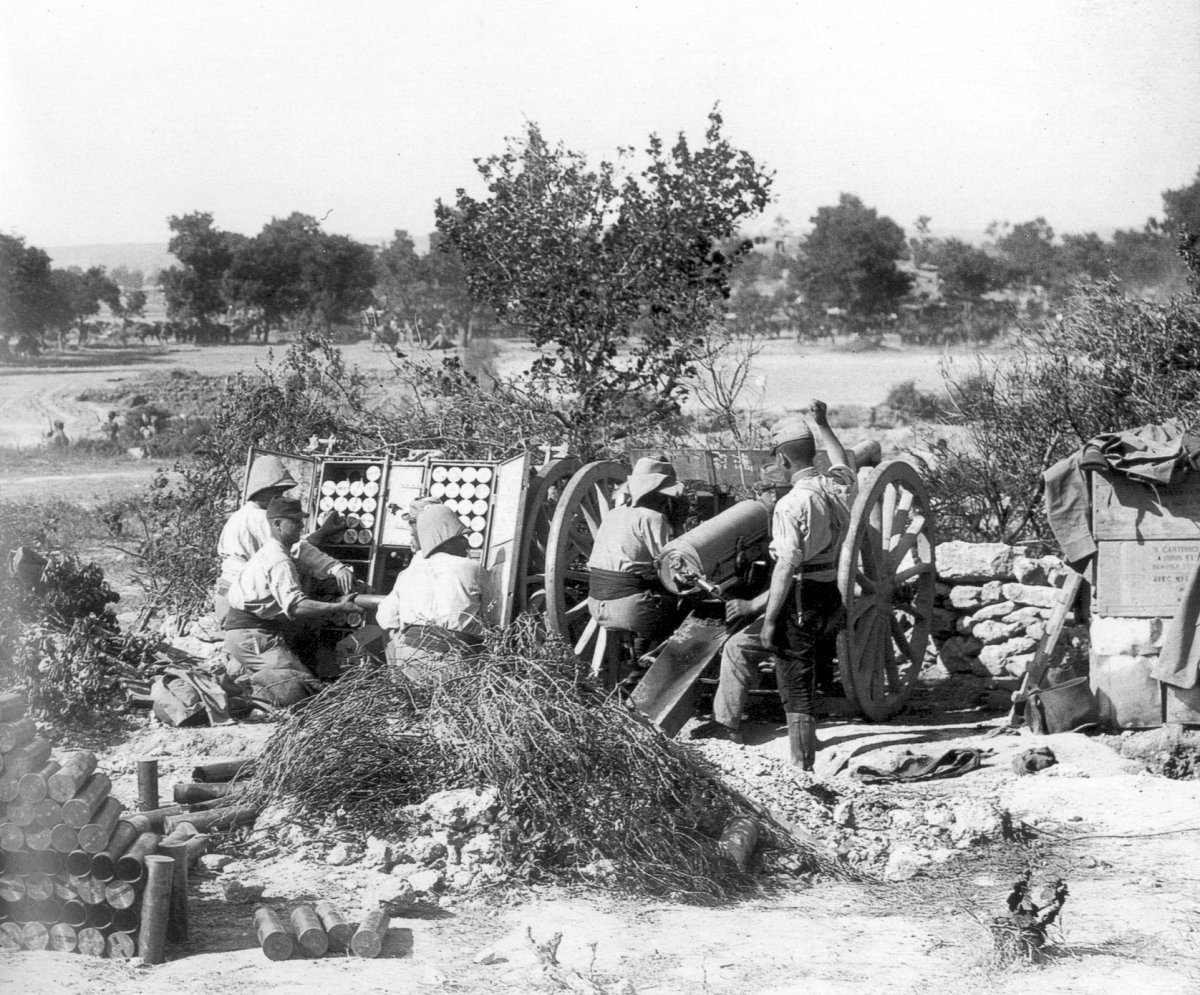
Canon et munitions sur le terrain en 1915.

Sitôt la guerre déclarée, André est mobilisé en août 1914 en tant que lieutenant puis capitaine au 2e régiment d'artillerie de Grenoble. Sur la frontière Est où a lieu le conflit, il a l'occasion de constater le manque d'artillerie et de munitions face à ennemi. À la suite de la mort de son frère Bernard sur le front, André Citroën est décidé, non seulement à faire son devoir, mais également à repousser l'ennemi le plus loin possible. En janvier 1915, il propose au général Louis Baquet, directeur de l'artillerie du Ministère de la Guerre, qui manque cruellement de munitions, d'appliquer le fordisme dans une usine qu'il fait construire en trois mois, capable de produire 5 000 à 10 000 obus Shrapnel de type 75 par jour. Grâce à ses économies, celles de son bras droit Georges-Marie Haardt et surtout le financement d'un riche diamantaire d'origine arménienne, Atanik Eknayan qui avait déjà sauvé son affaire fragile de Mors, il fait ériger sur les quinze hectares de terrains vagues et de jardins potagers du quai de Javel, une immense usine ultramoderne et produit avec 13 000 ouvrières, vingt-trois millions d'obus à raison de 10 000 par jour, à des cadences inédites pour l’époque. « Il faut produire vite, bien, économiquement, pour mettre les produits fabriqués à la portée du plus grand nombre possible de consommateurs », dit-il. Le rythme imposé par ses usines est fatigant et de ce fait, André Citroën a pu parfois y être considéré comme un despote. Néanmoins, il est pourtant l'un des premiers industriels soucieux du bien-être de ses ouvriers et évite d'imposer des tâches répétitives.
L'entreprise de munitions d'André Citroën est très vite réputée et devient un modèle d'organisation, d'efficacité et de responsabilité sociale. Des grandes personnalités aussi bien civiles que militaires viennent visiter l'usine. Entre 1917 et 1918, le gouvernement le charge également de réorganiser le ravitaillement de l'industrie de l'armement, les services postaux militaires, et la distribution des tickets de rationnement de pain dans la région parisienne. Lorsque la guerre est terminée, André Citroën décide de reconvertir son usine du quai de Javel en usine de construction d'automobiles.

## Fondation des Automobiles Citroën (1919)
Sitôt la guerre terminée, l'essor de l'automobile est incroyable et les rues sont progressivement envahies de véhicules mus par leur propre énergie. En 1919, les Français produisent un nombre important d'automobiles, bien plus que les Allemands ou les Américains : Paris est la capitale de l'automobile dans le monde. Par ailleurs, les massacres des chevaux durant la guerre accélèrent la nécessité d'engins de traction efficaces.

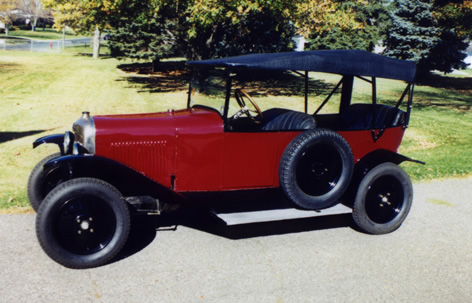
Citroën Type A de 1921. Première automobile de la marque

Lorsque l'Armistice de 1918 est signé, les usines Citroën perdent brutalement toutes leurs commandes de munitions. Néanmoins, Citroën s'est très tôt préparé à cet événement, en réinvestissant ses bénéfices dans une nouvelle entreprise : l'industrie automobile doit remplacer la production de munitions. André Citroën reconvertit ainsi son usine d'armement en industrie automobile en quatre mois, absorbant le constructeur automobile Mors et fonde la marque Citroën avec pour emblème historique son double chevron en V.
Citroën a compris, lors de son voyage aux États-Unis, la nécessité de produire une automobile à grande échelle, c'est-à-dire avec une diffusion étendue au-delà des classes privilégiées. À l'image de la Ford T, la future Citroën se veut être à la fois outil de travail et objet de loisirs. En janvier 1919, André Citroën annonce ainsi à la presse française son intention de produire une automobile de grande série. Avec une annonce incroyable pour l'époque : la future automobile coûtera 7 250 francs, soit près de la moitié de la voiture la moins chère du marché. Cette campagne d'annonce est également historique sur un autre plan : c'est la première campagne de presse massive, qui provoque plus de 16 000 demandes de renseignements auprès de l'entreprise Citroën, et ce en deux semaines seulement.

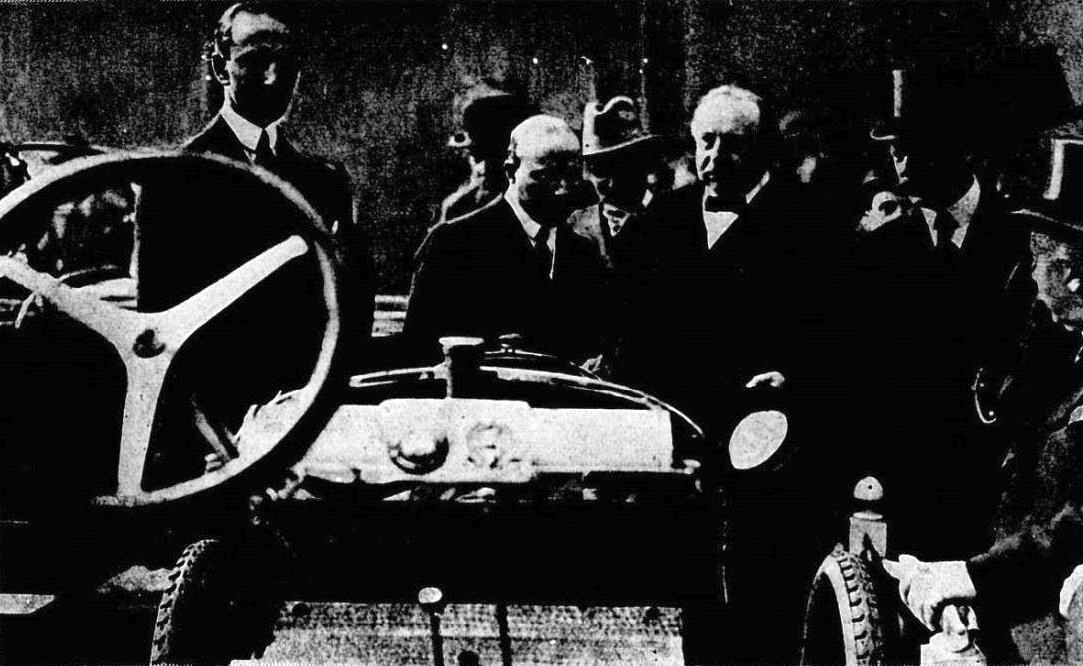
André Citroën - au centre - en 1921 au salon de l'automobile devant sa type A, recevant le ministre du Commerce Lucien Dior.

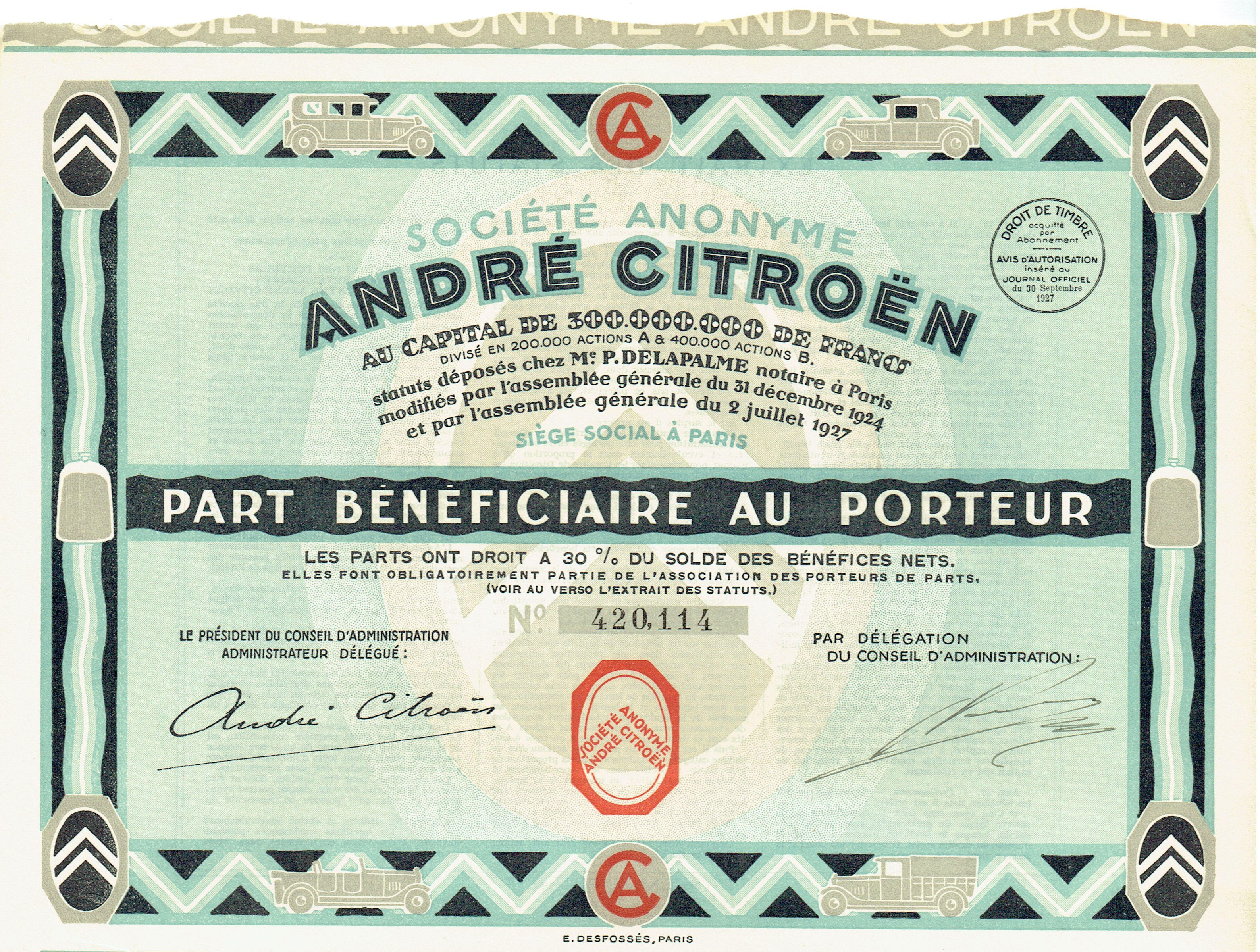
Part Bénéficiaire de la S. A. André Citroën en date du 30 septembre 1927, signé par André Citroën.

Assisté de son fidèle bras droit Georges-Marie Haardt pour la commercialisation, Citroën fabrique cette même année le premier modèle de la marque : la Citroën Type A pour la conception de laquelle il a recruté l'ingénieur Jules Salomon dès 1916. « La première voiture européenne fabriquée en série » à raison de 30 voitures par jour et 20 000 par an dès 1920. Bien que le succès de Citroën soit sans précédent, le prix de lancement exceptionnellement bas pour l'époque, est obtenu au détriment du bénéfice nécessaire pour rembourser les lourds emprunts d’investissements.
En 1926, il conçoit avec l'aide de l'ingénieur américain Edward Gowan Budd, la Citroën B14, première voiture « d'Europe « tout acier » » dont la carrosserie solide est entièrement fermée. Une presse emboutit 400 longerons à l'heure, que l'on assemble par soudage avec le reste de la caisse.
De 1928 à 1932 suivent les Citroën C4 et Citroën C6. Elles sont les premières Citroën à bénéficier d’un moteur flottant. André Citroën avait acheté la licence du brevet déposé par Chrysler après un voyage aux États-Unis.
En 1929, Citroën devient le second constructeur d'automobile mondial avec 400 véhicules par jour (le tiers de la production française) au détriment de l'équilibre budgétaire. De très graves problèmes de financement sont accentués par la Grande Dépression de 1929.
Pourtant, l'année 1929 se caractérise par le record de 102 891 automobiles produites, soit près du tiers de la production nationale. Un peu moins de la moitié des automobiles est exportée. Outre le quai de Javel, les usines Citroën s'installent à Suresnes, Clichy, Saint-Ouen, et Grenelle. On y emploie 32 000 ouvriers.

### Des idées nouvelles

#### Service client et marketing

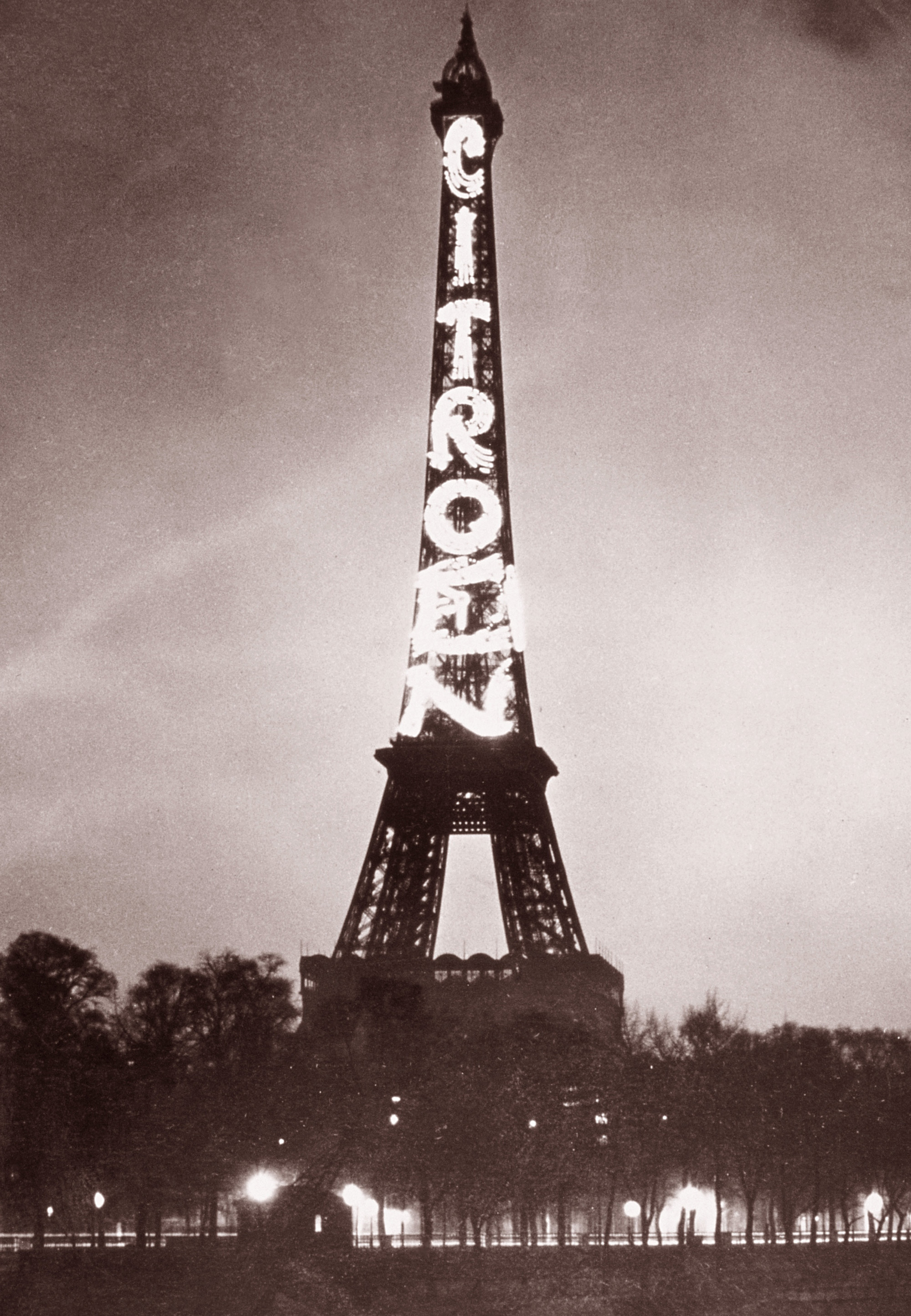
Publicité Citroën sur la tour Eiffel avec 250000 ampoules, de 1925 et 1933.

Citroën développe un véritable talent d'innovation pour mieux servir et fidéliser les clients. Citroën est le premier constructeur hors États-Unis, à proposer un manuel du conducteur avec chacun de ses modèles. Les garages sur lesquels l'emblème Citroën trône présentent, outre l'atelier, un hall d'exposition de modèles. Un réseau de concessionnaires et de service après-vente doté de stocks de pièces détachées de grande ampleur et des solutions novatrices de crédit très avantageux installeront sa notoriété auprès du grand public. Outre un réseau commercial à grande échelle, André Citroën développe des compagnies de taxis et un réseau de transports ruraux par Autocars avec "Les Transports Citroën" de 1931 à 1977. Les lois de l’exportation l’amènent à développer des sociétés en Belgique, aux Pays-Bas, en Allemagne, en Suisse, en Italie et au Danemark. Pionnier de l'« ancêtre du marketing direct », André Citroën ouvre, dans ses usines, un département spécialisé chargé d'accumuler, à l'aide du réseau de concessionnaires, des informations sur les clients, comme leur nom, leur adresse, etc.
En 1920, la S.O.V.A.C., première entreprise européenne de crédit à la consommation, est créée. Citroën est également connu pour être un « bon promoteur », démontrant la qualité de ses automobiles en réalisant des essais de chocs avant la lettre. Par la suite, un courrier est envoyé aux clients qui se sont rendus dans les concessions, les remerciant de leur visite et leur indiquant quel serait le modèle leur correspondant le mieux. La lettre imprimée en caractères d'imprimerie comporte une signature et une formule de politesse manuscrites, procurant ainsi la sensation aux destinataires, qu'André Citroën s'adresse personnellement à eux. La distribution chaque semaine dans toute la France de plusieurs milliers de lettres augmente spectaculairement les résultats de ventes. D'après les responsables de l'entreprise, 15 % des ventes résultent de cette méthode.

#### Médiatisation
La notoriété d'André Citroën progresse rapidement dans le grand public grâce à l'action de son équipe, dirigée par Pierre Louÿs (affichiste officiel puis directeur des services artistiques et photographiques) et l’agence Wallace et Draeger. Il innove en matière de publicité et de marketing de masse. C'est ainsi qu'il organise et assure la couverture médiatique, de décembre 1922 à février 1923, de la traversée du Sahara en autochenilles démontables Citroën-Kégresse tout-terrain. Puis, celles des grandes croisières : Croisière noire en Afrique en 1924, Croisière jaune en Asie en 1931, et Croisière blanche en Alaska en 1934. De nombreuses pages de publicité paraissent dans la presse régionale et nationale. Des milliers d'autres sont affichées dans les rues.
L'esprit médiatique du très entreprenant André Citroën s'affranchit des limites traditionnelles :
Le 4 octobre 1922, lors de l'ouverture du 17e Salon de l'automobile de Paris, un avion dessine en lettres de fumée blanche le nom de Citroën sur  5 km de long au-dessus de l'Arc de Triomphe. Il fait installer sur la Tour Eiffel une énorme publicité lumineuse pour sa marque, s’étirant en hauteur. Les illuminations par 250 000 ampoules en six couleurs figurent neuf tableaux, le dernier étant le nom Citroën avec un lettrage stylisé version art déco. Elle est installée jusqu'en 1933 bien que la ville ait, depuis 1926, multiplié ses taxes par six.
L'histoire retient également l'arrivée de l'aviateur Lindbergh en approche du Bourget, après une longue traversée de l'Atlantique à bord du Spirit of Saint Louis, qui se servit de l'enseigne lumineuse Citroën de la tour Eiffel comme balise pour se repérer. André Citroën profite alors de l'événement et invite le héros national américain à une réception dans l'usine du quai de Javel, faisant une fois de plus, une incroyable publicité pour sa firme.

#### Fabrication
Par ailleurs, le concept de « pièce détachée d'origine garantie » voit le jour, permettant aux clients de pouvoir remplacer une pièce cassée ou défectueuse, sans devoir attendre l'intervention d'un artisan. La qualité de fabrication des automobiles Citroën est l'un des points essentiels qui les caractérise de ces concurrents à cette époque. Il met ainsi en place des laboratoires de contrôle de qualité, ces derniers prélevant des pièces détachées au hasard dans les usines afin de vérifier leur conformité. De nombreux constructeurs différents, considèrent à l'époque que leur travail est terminé dès lors qu'une voiture sortie des usines est vendue. Citroën est dans un point de vue totalement différent. Il explique même que « dès qu'une vente est conclue, une autre au moins aussi importante commence. C'est sur la qualité du service après-vente dans lequel le client a déjà investi sa confiance lors de son achat, que se décidera son retour ou non dans les halls d'expositions pour changer de voiture le moment venu ».

#### Environnement de travail et Paternalisme
Citroën est conscient qu'une organisation importante ne peut fonctionner sans la coopération du personnel. Il accorde d'autant plus d'importance au bien-être et aux conditions de travail qu'en 1918 son effectif total de 11 700 salariés compte près de 6 000 femmes. Dans le hall de montage et de finitions, elles représentent plus de 90 % : soit 680 sur un total de 750 personnes. Des installations d'hygiène et des services sociaux - tout à fait exceptionnels pour l'époque - sont mis en place.
L'usine est un modèle de propreté, les ateliers sont bien éclairés et aérés. 4 000 vestiaires individuels sont mis à disposition du personnel. 1 300 lavabos et 250 WC jouxtent les ateliers. Des douches sont prévues pour les employés des ateliers les plus salissants. La tenue de travail comporte une blouse blanche et un bonnet de couleur différente par atelier.
Des distributions d'eau potable et de boissons chaudes sont organisées dans les ateliers. La cantine de 3 000 m2 d'un seul tenant sert 3 500 couverts. Le menu est identique pour les ouvriers, employés et cadres. Après le repas, ceux qui le veulent peuvent se détendre et jouer au billard, aux cartes ou à divers jeux de société. Une salle de couture est prévue pour les dames.
L'infirmerie est dirigée à plein temps par un médecin entouré de 15 infirmières. Elle comporte salle d'attente, salles d'examens médicaux, de radiographie, de gynécologie et de chirurgie. Les malades et accidentés graves sont immédiatement transférés à l’hôpital par l'ambulance de l'usine. Un cabinet dentaire ultra-moderne abrite 6 praticiens dentiste qui peuvent soigner jusqu'à cent personnes par jour.
Toute femme ouvrière enceinte a droit à une prime mensuelle plus une prime de naissance, un mois de convalescence payé ainsi qu'à des primes d'allaitements. La pouponnière et la crèche sont installées au milieu d'un jardin dans les quatre étages d'une ancienne école.
La coopérative d'achats propose à prix réduits tout ce qu'on pouvait désirer acheter : boucherie, crèmerie, épicerie, mais aussi articles de mode, chaussures et jouets...
Le samedi soir, des séances de cinéma sont organisées dans la grande salle du restaurant d'entreprise, où sont projetés des films commerciaux grand public. Ces séances intègrent la projection de courts reportages cinématographiques sur les activités ou réalisations de l'entreprise.

### Société «Citroën-Kégresse-Hinstin»

#### Autochenille
Le tsar Nicolas II de Russie est à l'origine de l'invention des autochenilles. Grand défenseur et passionné d'automobile, il en possède une importante collection pour l'époque, à l'image de sa Rolls-Royce Silver Ghost. Cependant, le rude et long hiver russe laisse peu de routes praticables, si bien que les voitures de l'empereur ne peuvent rouler que quelques mois par an. En 1905, Nicolas II fait alors appel à un ingénieur français, directeur technique du corps impérial des transports motorisés, Adolphe Kégresse, pour mettre au point un système permettant aux automobiles de se mouvoir sur la neige. Ce dernier imagine dès lors un système de chenillettes, amovibles et légères, qu'il fixe à la place des roues sur l'essieux des roues arrière.
Après la chute de l'Empire russe en février 1917, il reste en Russie, mais après la révolution d'Octobre, Kégresse rentre en France. Il rencontre André Citroën en 1920, qui voit immédiatement le potentiel du système des chenilles et l'acquiert. Il fonde une société indépendante dénommée « Citroën-Kégresse-Hinstin », afin de pouvoir exploiter pleinement l'invention. Une automobile équipée des autochenilles sur une base de Citroën 10HP type B2 est construite et mise au point. André Citroën a bien compris l'importance stratégique de ce système dans les colonies d'Afrique et d'Orient. Il s'agit maintenant de la prouver aux autres pays en réalisant le projet de traversée du Sahara.
La grande usine de Levallois-Perret de Clément Bayard est vendue à Citroën en 1922, ce qui permet à cette marque de sortir sa première voiture vraiment populaire, la 5 CV, largement inspirée des voitures Clément-Bayard.

#### La traversée du Sahara (1922 -1923), de l'Afrique (1924 - 1925) et de l'Asie (1931 - 1932)

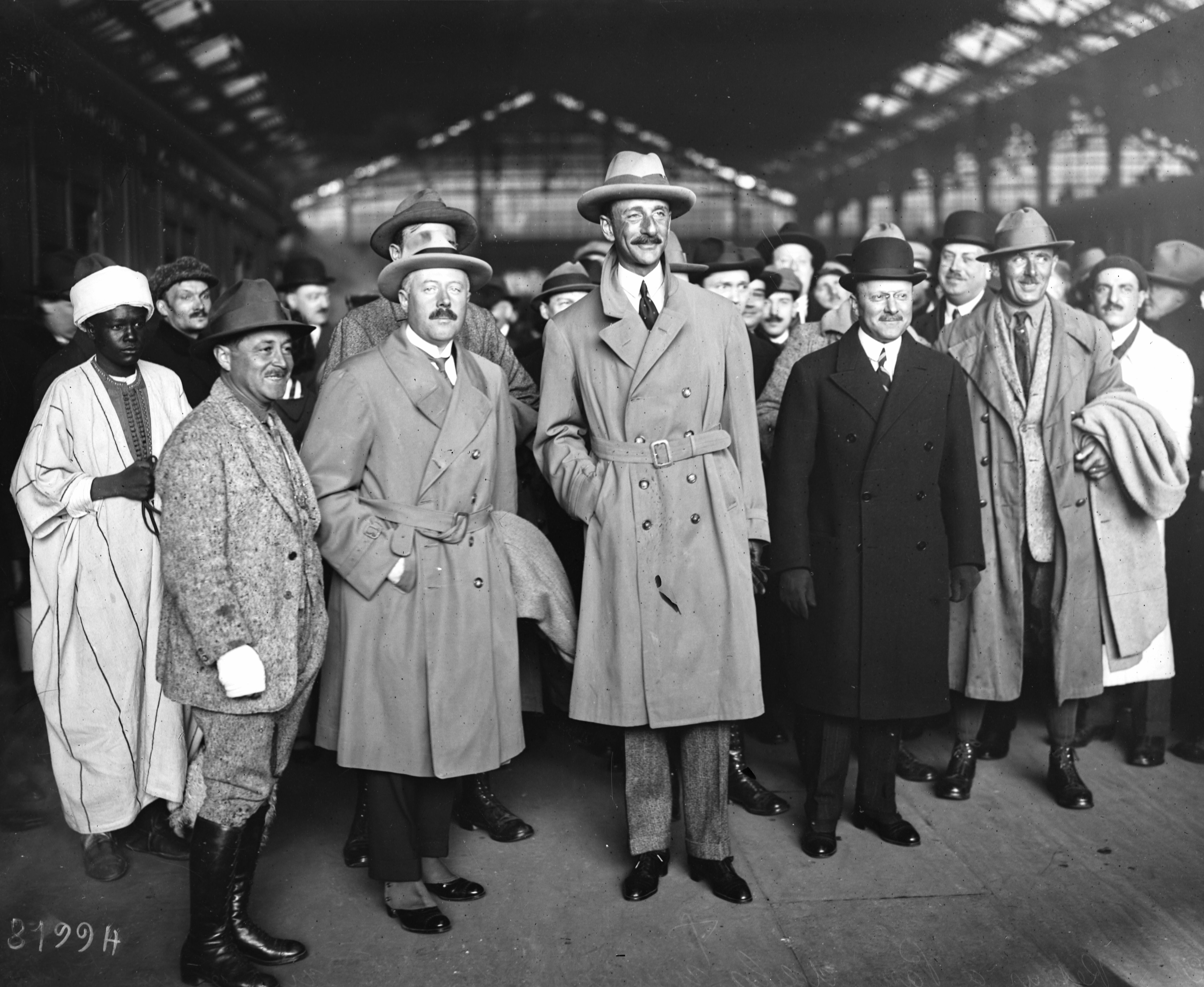
Les chefs de l'expédition transsaharienne, Louis Audouin-Dubreuil et Georges-Marie Haardt en gabardine claire avec André Citroën à Paris en mars 1923.

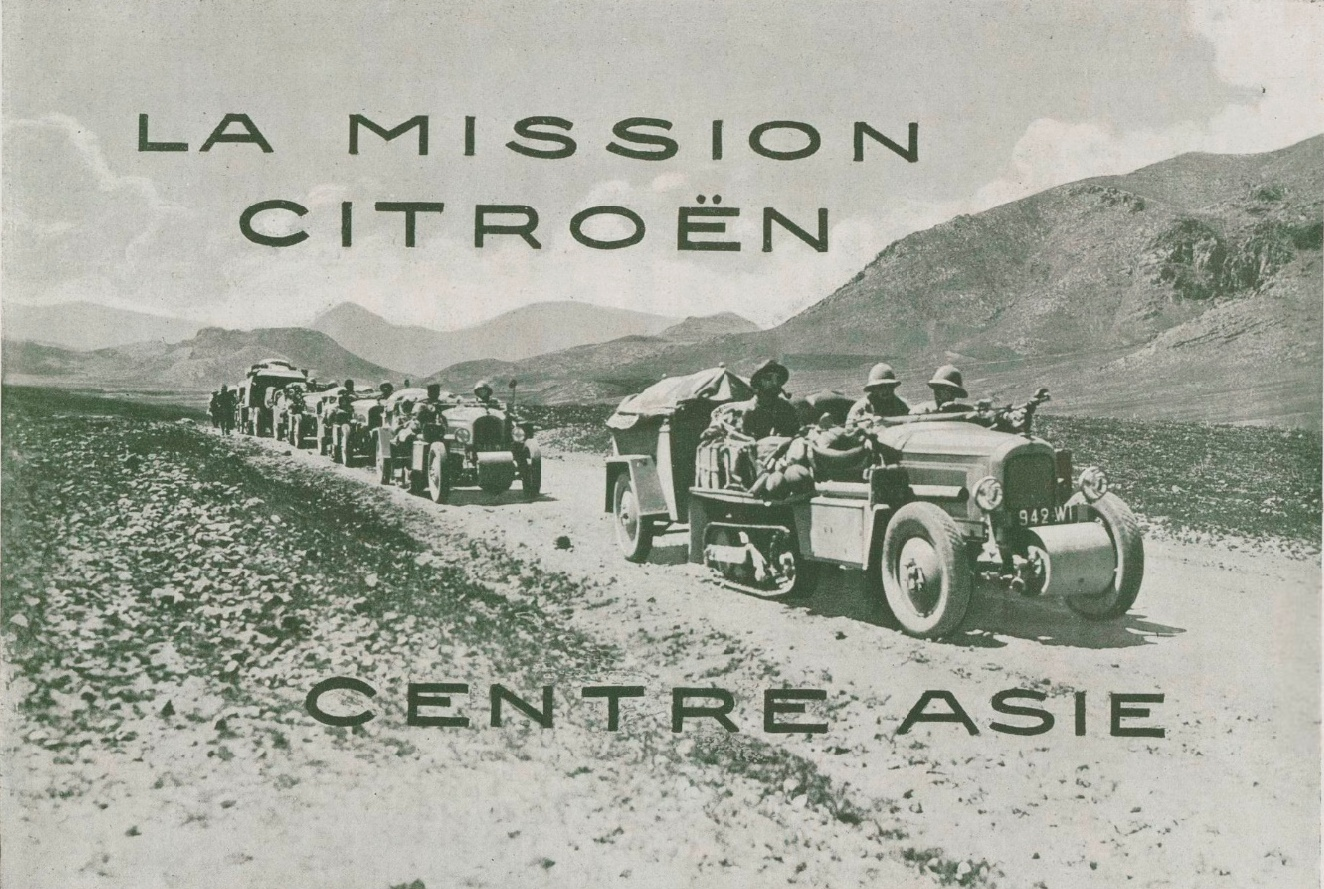
Les autochenilles de la Croisière Jaune sur une route d'Asie centrale vues par un mensuel de 1931.

À l'issue de la Première Guerre mondiale, le projet d'une liaison sûre et rapide entre la France métropolitaine et l'Afrique équatoriale séduit des personnalités coloniales et industrielles, et trouve un écho très favorable dans les milieux militaires et scientifiques. Une grande idée que l'automobile rend enfin possible. Confiant dans la préparation de son matériel, André Citroën est quant à lui persuadé que cette liaison peut se faire en vingt jours à peine.
André Citroën évalue les nombreuses difficultés technologiques que représente un raid sur le continent d'Afrique. Les véhicules ont de grandes difficultés à avancer dans le sable, les roues étant en permanence « ensablées », avec des écarts de température nuisant au refroidissement du moteur. Les liquides huile et l'eau gèlent la nuit et l'eau proche de l'ébullition l'après-midi.
Selon ses propres dires, « La première idée d'un raid transsaharien naquit pendant la Première Guerre mondiale qui révéla l'importance des ressources des colonies d'Afrique équatoriale pour la France [...]. On réalise alors que ces richesses ne pourraient prendre leur vraie valeur qu'à partir de [...] l'établissement d'un réseau efficace de communications ».
Partis de Touggourt dans le Sahara algérien, Georges-Marie Haardt, Louis Audouin-Dubreuil et une équipe de dix personnes dont plusieurs militaires et un géographe, relient Tombouctou au Soudan français, en vingt jours, comme l'espérait André Citroën. Avec cinq véhicules à chenilles Kégresse, les membres de la « mission Haardt-Audouin » effectuent la première liaison directe entre l'Algérie et l'Afrique occidentale française. Les véhicules de l'expédition ont chacun un nom. Scarabée d'Or accueille Georges-Marie Haardt (directeur des Usines Citroën, chef de mission) et Maurice Billy (pilote et mécanicien) ; Croissant d'Argent, Louis Audouin-Dubreuil (second chef de mission) et Maurice Penaud (pilote, mécanicien en chef) ; Tortue Volante, Paul Castelnau (géographe et cinéaste) et Roger Prud'homme (pilote, mécanicien) ; Bœuf Apis, Georges Estienne (lieutenant) et Fernand Billy (pilote mécanicien) ; René Rabaud (pilote, mécanicien) et l'adjudant Chapuis (guide, interprète) montent à bord de Chenille Rampante. C'est en grande pompe, le 7 janvier 1923 que le premier courrier transsaharien automobile est remis au commandant de la région de Tombouctou, le colonel Mangeot. André Citroën a su faire de cette expédition une incroyable publicité pour sa firme. Il réitérera cette expérience de la Croisière noire en Afrique en 1924, puis organisera la Croisière jaune en Asie en 1931, et la Croisière blanche en Alaska en 1934.

### La rénovation du site de Javel
En 1933, André Citroën est invité par son concurrent Louis Renault à visiter une nouvelle usine Renault. Afin de demeurer compétitif avec Renault, il accentue lourdement son surendettement et multiplie les acrobaties de gestion. Les critiques sont nombreuses, lorsqu'il fait rebâtir la plus grande usine ultramoderne d'Europe sur le site rénové de Javel en six mois, d'avril à septembre 1933.
« Elle est dotée d'une cathédrale de verre et acier» capable de produire 1 000 voitures par jour. Le chantier est conduit par tranches de travaux simultanés, inspiré des principes de l'organisation à la chaîne. Le plan des nouvelles installations est en forme d'arêtes de poisson : les chaines auxiliaires apportent les éléments terminés à deux chaines principales centrales de deux cent cinquante mètres de long, qui débouchent sur un immense hall de livraison. »
« Sur le quai, l'ancien bâtiment administratif est remplacé par un long bâtiment à façade monumentale avec un porche entièrement vitré des deux côtés, permettant d'avoir une longue perspective du hall de livraison et de montage. L'inauguration grandiose a lieu le dimanche 8 octobre 1933 : un banquet réunit dans ce hall de livraisons 6 333 convives...».
Avec la nouvelle usine du Quai de Javel, Citroën dispose d'un outil de production moderne, efficace et ultra-performant. Mais il allait lui falloir amortir des sommes importantes qu'avaient coûté cette reconstruction.

### Problème d'endettement chronique

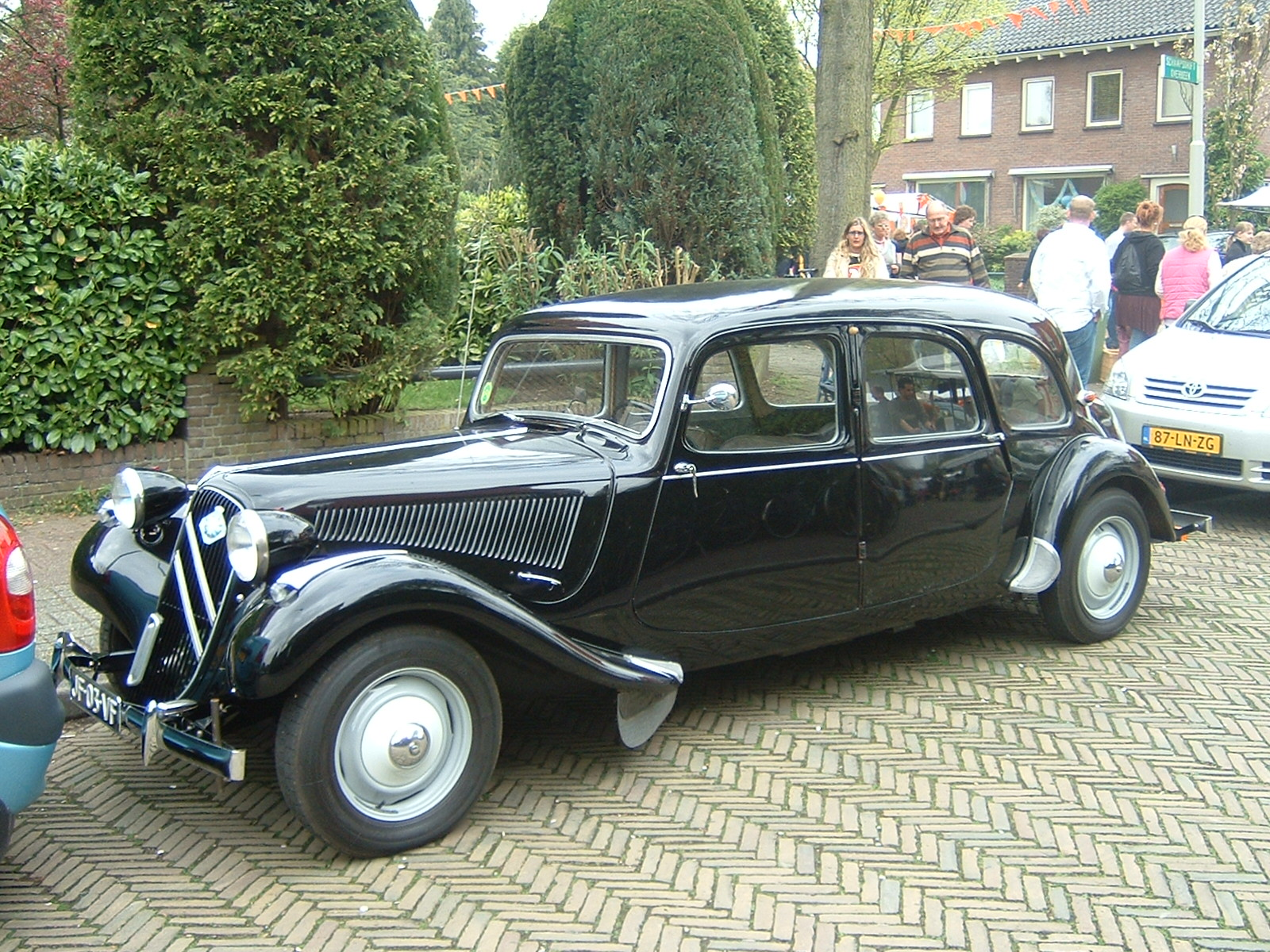
La Citroën Traction Avant Limousine.

André Citroën est davantage un expansionniste qu'un comptable. En réalité, la firme Citroën connaît des problèmes financiers depuis sa création. Les bénéfices acquis lors de la production de munitions ne furent pas suffisants pour couvrir les investissements, 90 % des gains ayant été dépensés en taxes. La vente des premières automobiles a certes permis de soulager un temps la situation financière de Citroën, mais l'incessante et rapide croissance de la firme engendre de nombreuses dépenses qui épuisent ses ressources financières.
En mai 1934, un rapport publié par la Banque de France indique que la société Citroën accuse des pertes de 200 millions de francs. Les banques perdent confiance en lui, arrêtent de le suivre dans son surendettement chronique et confient à Pierre Michelin du groupe Michelin, la gestion de Citroën avec la mission très difficile de lui éviter la faillite.
En 1933, André Citroën engage l'ingénieur André Lefebvre, ancien collaborateur chez Voisin et Renault. En un an, celui-ci conçoit et prépare la fabrication de la célèbre « Traction avant », qui est présentée aux concessionnaires le 24 mars 1934. Révolutionnaire à plus d'un titre, cette «Traction Avant» utilise des joints de transmissions homocinétiques inventés en 1926 par Pierre Fenaille et Jean-Albert Grégoire. Sa carrosserie est monocoque, autoporteuse et sans châssis. Son moteur chemisé est de type flottant comme celui des « Rosalie ». Par-dessus tout, elle offre une tenue de route qui deviendra légendaire. Mais le succès de ce modèle révolutionnaire, altéré par un manque d'essais et de mise au point, avec des débuts techniques difficiles, ne suffit pas pour sauver le groupe de la faillite qui s'annonce.

### Faillite, liquidation judiciaire et disparition
En raison de la crise que traverse l'Europe à cette époque, des conflits entre direction et ouvriers surgissent comme partout ailleurs. André Citroën, comme il l'a déjà fait auparavant, intervient personnellement, explique et négocie. En 1933, il est le premier à affronter des discussions tripartites patronat, ouvriers et syndicats. Au conflit d'une durée de six semaines en 1933 et à la reconstruction complète de l'usine du quai de Javel, se surajoutent des difficultés financières. André Citroën déploie alors une importante énergie, physique et morale, pour repousser les dates de ses créances, ce qui le fatigue et l'épuise énormément.
Malgré les propositions faites par André Citroën et la garantie de la Banque de France, les banques privées refusent tout compromis. Citroën sollicite alors le président du Conseil, Pierre-Étienne Flandin, mais ce dernier refuse toute intervention de l’État. Le 21 décembre 1934, la Société Citroën est mise en liquidation judiciaire. Le gouvernement propose au principal créancier Michelin de reprendre la marque et de sauver les 250 000 emplois, de calmer les 1 500 créanciers et des milliers de petits porteurs.

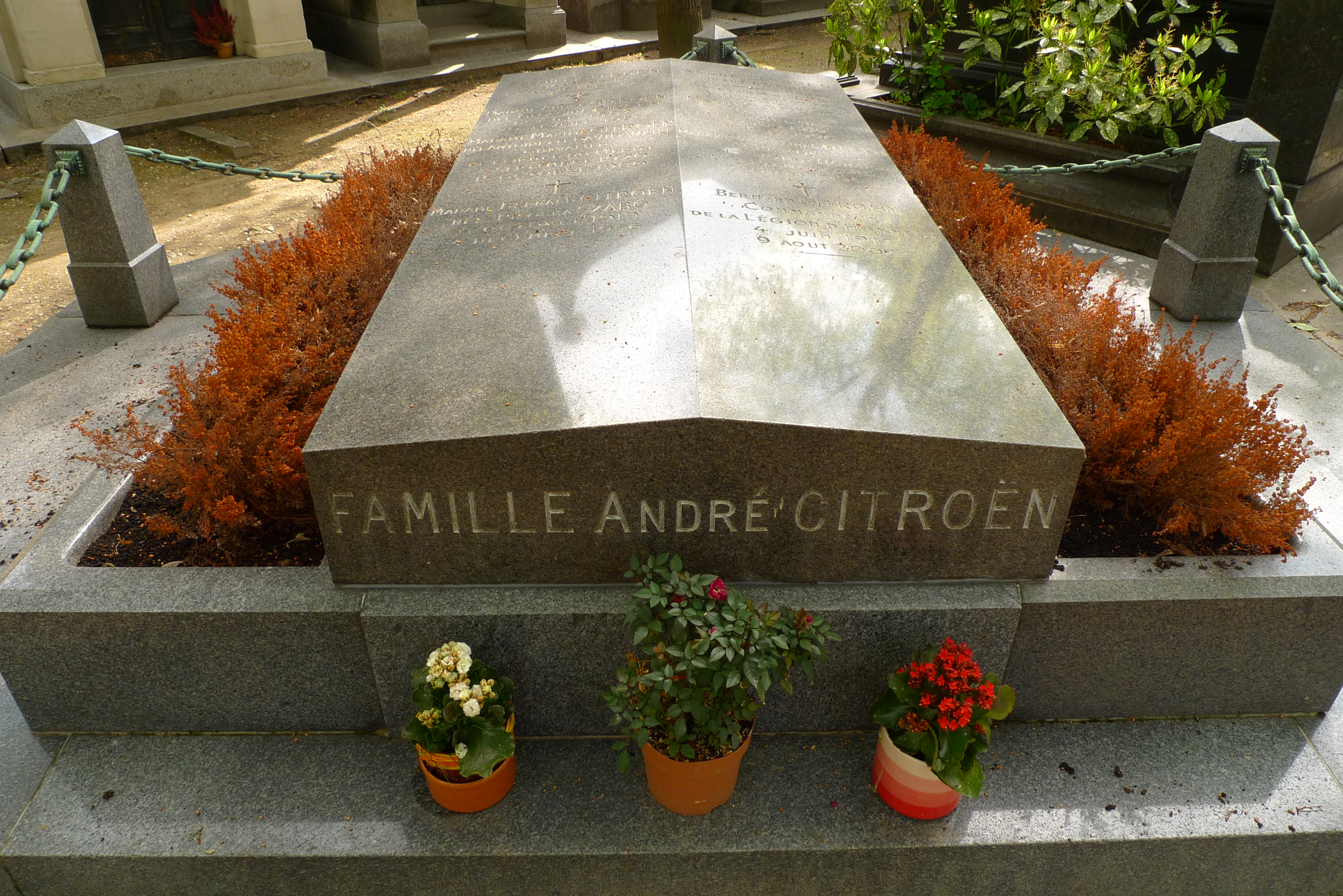
Tombe au cimetière du Montparnasse.

En janvier 1935, âgé de 56 ans, André Citroën cède ses actions à Michelin et se retire, mais demeure le président du conseil d’administration, avant d'être remplacé en Juillet par Pierre Michelin. Le 18 février 1935, il est admis à la clinique Georges Bizet. Bien qu'opéré en mai, il meurt le 3 juillet 1935 au 23 rue Georges-Bizet d'un cancer de l'estomac après quinze ans d'activité industrielle au sommet. Le grand-rabbin de Paris, Julien Weill, préside aux funérailles religieuses d'André Citroën, au cimetière du Montparnasse, le vendredi 5 juillet 1935.
En 1976, après des choix technologiques investissant des sommes importantes en recherches et essais infructueux dans le moteur à piston rotatif, et pour éviter une deuxième faillite, sur demande du gouvernement français, la firme Peugeot achète 90 % du capital  de Citroën à Michelin et se réorganise et devient le groupe PSA Peugeot Citroën, société à directoire et conseil de surveillance, propriété de la famille Peugeot devenu Stellantis en 2021.

## Distinctions
- Grand officier de la Légion d'honneur (7 janvier 1931)[45]
  -  Commandeur de la Légion d'honneur (4 janvier 1928)
  -  Officier de la Légion d'honneur (19 septembre 1925)
  -  Chevalier de la Légion d'honneur (30 aout 1923)

- Médaille commémorative de la guerre 1914–1918

## Hommages

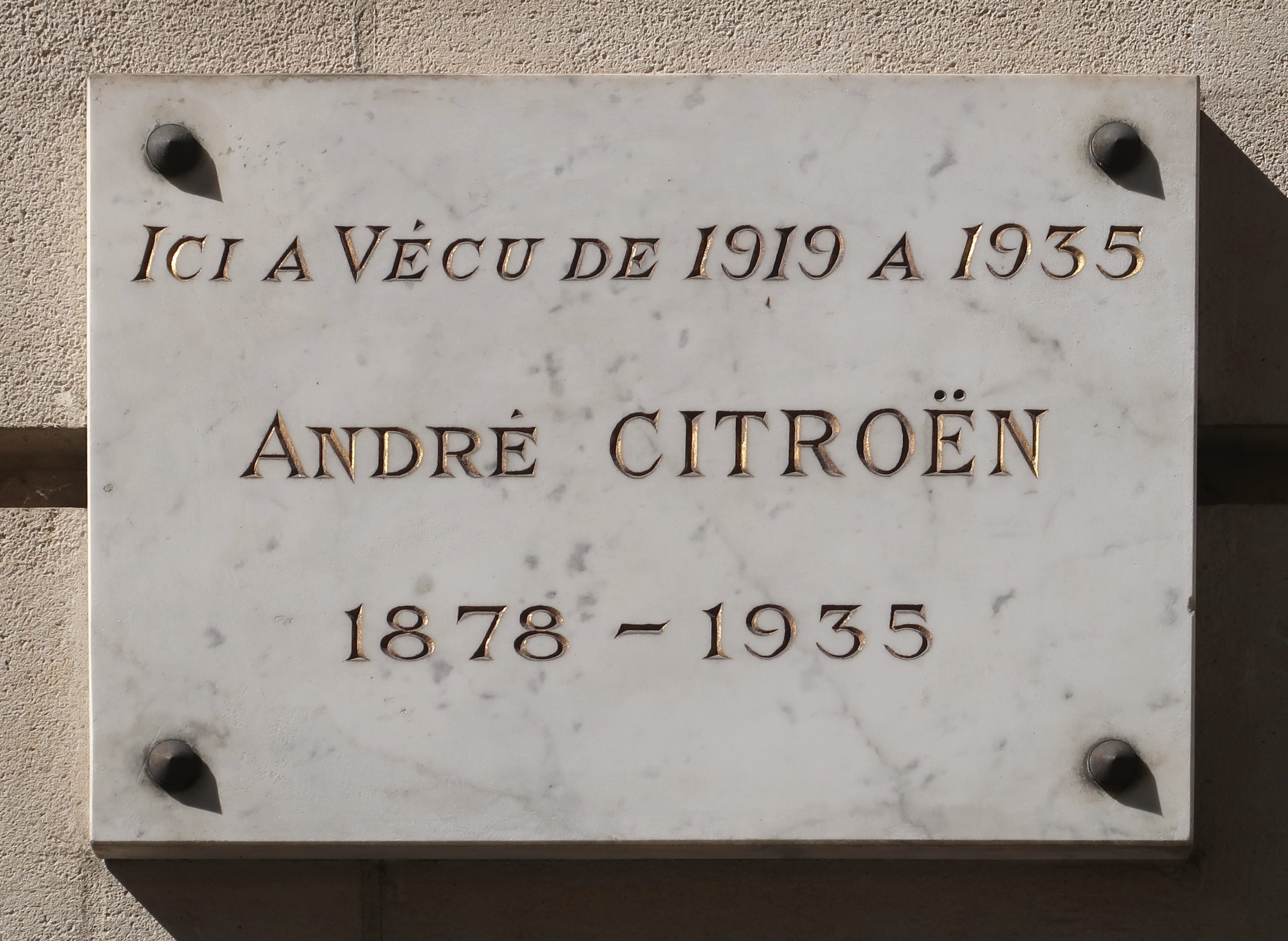
Plaque au 31 rue Octave-Feuillet (16e arrondissement de Paris).

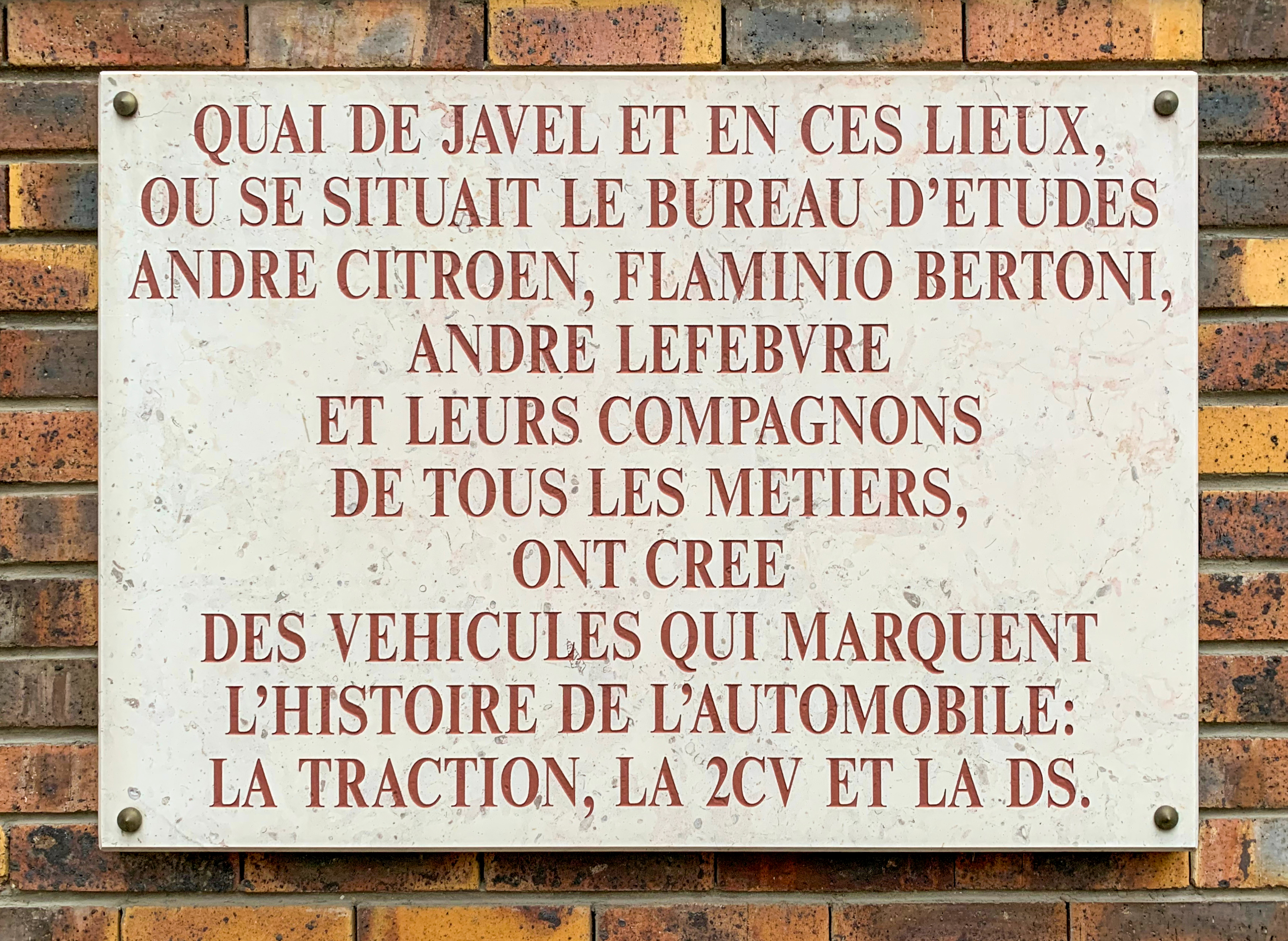
Plaque au 44 rue du Théâtre (Paris), rappelant que s'y trouvaient le bureau d'études de Citroën, les usines étant le long du quai de Javel. La plaque mentionne André Citroën, Flaminio Bertoni et André Lefèbvre.

En 1958, le quai de Javel, à Paris, est rebaptisé quai André-Citroën et l'usine historique, qui nécessitera huit ans pour sa démolition entre 1976 et 1984, laisse place au parc André-Citroën, appelé ainsi en mémoire du chef d'entreprise que fut André Citroën. Un buste en bronze lui est consacré face à l'entrée du parc, à proximité de l'Hôpital européen Georges Pompidou.
Il vécut au 31 rue Octave-Feuillet (16e arrondissement de Paris) entre 1919 et 1935. Une plaque lui rend également hommage.

## Famille Citroën
Ses parents, Lévie Citroen et Amalia Kleinmann, ont eu cinq enfants, dont :
1. Jeanne Citroën (1872-1932), épouse de Bronislas Goldfeder
2. Hugo Citroën (1873-1953), époux de Suzanne Sarah Haarbleicher[46]
  - Louis Hugues Citroën (1903-1944), polytechnicien, mort à Auschwitz[47],[46]
3. Fernande Citroën (1874-1963), épouse d'Alfred Lindon (né « Abner Lindenbaum »), dont cinq fils :
  - Lucien Lindon
  - Maxime Lindon
  - Raymond Lindon (1901-1992), célèbre avocat et procureur des réquisitions des procès ayant suivi la Libération de la France
    - Jérôme Lindon (1925-2001), directeur des Éditions de Minuit de 1948 à 2001
      - Irène Lindon, directrice des Éditions de Minuit depuis 2001
      - André Lindon
      - Mathieu Lindon (né en 1955)

    - Denis Lindon (1927-), fondateur d'une société d'étude qui allait devenir la Sofres
    - Laurent Lindon (1930-2003)
      - Vincent Lindon (né en 1959), acteur, réalisateur et scénariste

    - Hélène Lindon

  - Maurice Lindon
  - Jacques Lindon
4. Bernard Citroën (1875-1914)
5. André Citroën (1878-1935).

Par sa femme Georgina Bingen, André Citroën est :
- beau-frère de Jacques Bingen, résistant de la France libre.

André Citroën et Georgina Bingen ont été parents de quatre enfants :
1. Jacqueline Citroën (1915-1994), directrice de maison de haute couture, chevalier de la Légion d'honneur. Épouse de Paul de Saint-Sauveur, dont postérité :
  - André de Saint-Sauveur, père de trois enfants
    - Donine de Saint-Sauveur
    - Armand-Guillaume de Saint-Sauveur
    - Pauline de Saint-Sauveur
2. Bernard Maxime Citroën (1917-2002), ingénieur polytechnicien, résistant de la Seconde Guerre mondiale, commandeur de la Légion d'honneur, époux de Piroska Szabó (1919-1996) et père de trois enfants :
  - Henri-Jacques Citroën (né en 1953), président de « Henri J. Citroën et associés », entreprise d'importation et de distribution de vins et spiritueux (depuis 1996), Représentant de groupes industriels français au Venezuela (1992-2016), président de la section Venezuela des Conseillers du Commerce extérieur de la France (2009-2012), Senior vice-président de l’ADIT, leader européen de l’Intelligence Économique et de l’Éthique des Affaires …
    - Charles-Henri Citroën
    - Clémentine Citroën
    - Anne-Rosalie Citroën

  - Philippe Georges André Nicolas Citroën (né en 1955), ancien élève de l'ENA, directeur de la Stratégie de la SNCF (1999-2002) puis directeur général de Systra, filiale de la RATP et de la SNCF (2002-2010), père de :
    - Charles-André Citroën
    - Laeticia Citroën
    - Gaspard Citroën

  - Bernard Louis Citroën
3. Maxime Citroën (1919-1990), époux d'Antoinette David-Weill (1920-1980, fille de David David-Weill), père de quatre enfants :
  - André Citroën
    - Louis-André Citroën

  - Jean Citroën, époux d’Élisabeth Lentschner, père de trois filles :
    - Zelda Citroën
    - Flora Citroën
    - Edmée Citroën

  - René Citroën
  - Claire Citroën, épouse de Jean-Marc Pequignot, dont postérité :
    - Antoine Pequignot
    - Marthe Pequignot
4. Solange (1924-1925).